# Mesosphäre

Aufbau der Erdatmosphäre

Die Mesosphäre (von altgriechisch μέση mésē, deutsch ‚Mitte‘ und σφαίρα sphaíra, deutsch ‚Kugel‘) ist die mittlere der fünf Schichten der Erdatmosphäre sowie ein Teil der Ionosphäre und der Homosphäre.
Die Mesosphäre ist abgegrenzt:
- zur Erde hin durch die Stratopause (in etwa 50 km Höhe) von der Stratosphäre
- nach oben durch die Mesopause (in 80 bis 90 km Höhe) von der Thermosphäre.

Die Mesosphäre reicht also etwa von 50 km bis 85 km Höhe.
Wenn Meteoroiden in die Erdatmosphäre eintreten, verglühen sie meist in der Mesosphäre (Meteor).

## Temperaturverlauf

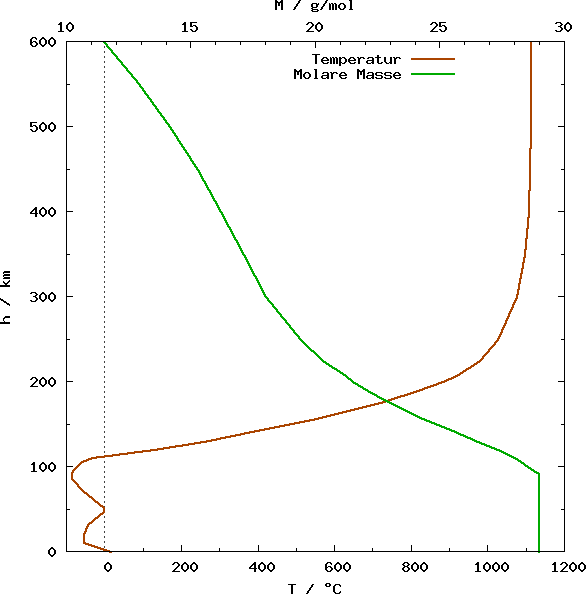
Durchschnittliche Temperatur und molare Masse der Luft in Abhängigkeit von der Höhe

In der Mesosphäre sinkt die Temperatur von etwa 0 °C an der Stratopause mit jahreszeitlichen Schwankungen auf durchschnittlich etwa −90 °C in etwa 80 Kilometer Höhe, und zwar aufgrund der extrem ausgedünnten Luft sowie der Tatsache, dass kaum noch Ozon vorhanden ist und sich die Absorption der energiereichen UV-Strahlung erst in der darunterliegenden Stratosphäre abspielt. Die Temperaturabnahme in der Mesosphäre ist mit rund 3 K/km allerdings erheblich geringer als in der Troposphäre. Da sich die Mesosphäre über der Ozonschicht befindet, ist das UV-Licht hier noch so stark, dass sich ein menschlicher Körper innerhalb kürzester Zeit schwerste Verbrennungen zuziehen würde. Über der Mesosphäre liegt die Mesopause, in der die Temperatur konstant bleibt. Sie steigt erst in der Thermosphäre wieder kräftig an, je nach Sonnenaktivität auf bis zu 2.000 °C.
In der Mesosphäre existiert eine Zirkulation vom Sommer- zum Winterpol, die einen Aufwärtstransport von Luftmassen im Bereich des Sommerpols und einen Abwärtstransport im Bereich des Winterpols verursacht. Aufgrund der damit verbundenen adiabatischen Abkühlung der Luft (im Bereich des Sommerpols) bzw. Erwärmung (im Bereich des Winterpols) ist die Mesosphäre im Sommer (d. h. im Bereich des Sommerpols) wesentlich (um etwa 130 bis 150 K) kälter als im Winter.

## Chemische Zusammensetzung
Die chemische Zusammensetzung der Mesosphäre ist wie die der Troposphäre und der Stratosphäre recht konstant: ihre Hauptbestandteile sind Stickstoff, Sauerstoff, Argon und Kohlendioxid. Die Mesosphäre gehört damit zur Homosphäre.

## Leuchtende Nachtwolken
In der oberen Mesosphäre der Polkappen bilden sich im Sommer Leuchtende Nachtwolken. Diese sind bläulich-silbern schimmernd mit bloßem Auge auch in gemäßigten Breiten zu sehen, wenn sie das Licht der untergehenden Sonne reflektieren. Es handelt sich dabei vermutlich um Ansammlungen von Eisteilchen, die nicht mit dem Nord- oder Polarlicht und auch nicht mit den polaren Stratosphärenwolken verwechselt werden sollten.